# Balionebris
Balionebris là một chi bướm đêm thuộc họ Cosmopterigidae.